# Time fades away (album van Neil Young)
Time fades away is een livealbum van Neil Young uit 1973, geheel bestaande uit nieuwe nummers (deels akoestisch en deels elektrisch) waarvan ook later geen studioversies zijn verschenen. Het album verscheen op vinyl (lp) en tape. Het heeft tot 2017 geduurd voordat dit album op Compact Disc verscheen.

## Problemen tijdens de tour
Bijna alle op dit album aanwezige nummers zijn opgenomen tijdens een 62 dagen durende tour begin 1973. Young liet zich tijdens de tour begeleiden door The Stray Gators, waar ook Danny Whitten deel van uit zou gaan maken. Whitten was lang een vaste gitarist van Neil bij Crazy Horse, maar stierf eind 1972 aan een overdosis heroïne.
Gaande de tour kreeg Neil problemen met zijn stem. Door overmatig alcoholgebruik en het zingen met een falsetto stem moest een aantal concerten worden afgelast.

## Muziek
De meeste opnames voor dit album zijn gemaakt tijdens een tournee die duurde van 11 februari tot 1 april 1973. Tijdens de concerten speelde Neil Young eerst een akoestische solo set en daarna stevige rock muziek met the Stray Gators. Op het album worden rock nummers (Time fades away,Yonder stands the sinner, LA, Don’t be denied en Last dance) afgewisseld met akoestische nummers (Journey through the past en The bridge).
Het akoestische Love in mind is opgenomen in 1971 in de Royce Hall van de Universiteit van Californië. Tijdens dat zelfde concert is ook The needle and the damage done opgenomen voor het album Harvest. Beide nummers zijn geproduceerd door Henri Lewi.
Het publiek, dat melodieuze liedjes verwachtte in de stijl van Heart of gold, raakte in verwarring toen ze een heel andere (hardere en rauwere) muziekstijl te horen kregen.

## Nummers
Alle muziek en teksten zijn geschreven door Neil Young. Tussen haakjes is de plaats vermeld van de opname. 
| Nr. | Titel                                | Duur |
| --- | ------------------------------------ | ---- |
| 1.  | Time fades away (Oklahoma City)      | 5:36 |
| 2.  | Journey through the past (Cleveland) | 3:19 |
| 3.  | Yonder stands the sinner (Seattle)   | 3:17 |
| 4.  | L.A. (Oklahoma City)                 | 3:11 |
| 5.  | Love in mind (Westwoord UCLA)        | 1:58 |

| 6.                 | Don't be denied (Phoenix) | 5:16 |
| 7.                 | The bridge (Sacramento)   | 3:05 |
| 8.                 | Last dance (San Diego)    | 8:47 |
| Totale duur: 34:33 |                           |      |

## Muzikanten
- Neil Young (solo): gitaar, piano, harmonica, zang (tracks 2, 5, 7)
- Neil Young met The Stray Gators (tracks 1, 3, 4, 6, 8)
  - Ben Keith: pedal steel gitaar, zang
  - Jack Nitzsche: piano
  - Johnny Barbata: drums
  - Tim Drummond: basgitaar (met uitzondering van track 4)
  - Joe Yankee (= Neil Young): basgitaar (track 4)
- Neil Young met The Stray Gators & Special Guests (tracks 3, 6, 8)
  - David Crosby: gitaar, achtergrondzang
  - Graham Nash: achtergrondzang

Drummer Johnny Barbata was de vervanger van Kenneth Buttrey en heeft ook gespeeld bij The Turtles en Jefferson Airplane.

## Album
Sinds de eerste release is het album 41 jaar lang enkel beschikbaar geweest op vinyl en tape. In 2005 werd een actie gestart die 10.000 handtekeningen opleverde, maar geen cd. Met de komst van Young's eigen PonoMusic, werd het album na ruim 4 decennia alsnog opnieuw uitgebracht als onderdeel van de Official Release Series.
De producers van het album waren Neil Young en Elliot Mazer, behalve van het nummer Love in mind, dat is geproduceerd door Henri Lewi. De opnames zijn verzorgd door Bonnie Mazer, Denny Purcell, Gene Eichelberger, John Rosen en Nena Couch. Het hoesontwerp is van Gary Burden en de fotografie is verzorgd door Joel Bernstein. Het album behaalde # 22 in de Verenigde Staten en # 20 in Groot-Brittannië. Het album kreeg vier sterren van de site AllMusic (het maximum is vijf).
In een lezers poll van het tijdschrift Rolling Stone over The Best Neil Young Albums of All Time kwam Time fades away op een tiende plaats.